# Pentacalia barahonensis
Pentacalia barahonensis là một loài thực vật có hoa trong họ Cúc. Loài này được (Urb.) Borhidi mô tả khoa học đầu tiên năm 1992.